# 二紀会
二紀会（にきかい）は、日本の美術団体であり、法律上の組織としては一般社団法人である。公募展である二紀展を主催している。旧二科会の活動を第一期とし、戦後新しく第二の紀元を画する意図のもと1947年に旧二科会会員であった熊谷守一、栗原信、黒田重太郎、田村孝之介、中川紀元、鍋井克之、正宗得三郎、宮本三郎、横井礼市によって創立された。当初の名称は第二紀会であった。二紀展を開催している。1967年4月27日、法人化され社団法人二紀会となった(元文部科学省所管)。政府の公益法人改革に伴い、現在の一般社団法人となる。

## 二紀会主張
二紀会主張は次の5項目。
1. 美術の価値を流派の新旧に置かず、皮相の類型化を排する。
2. 具象・非具象を論じない。
3. 流行によって時代を誤ることを極力避ける。
4. 真に新たな価値を目指し、創造的な個性の発現を尊重する。
5. 情実を排しつつ新人を抜擢し、これを積極的に世に送ることに努める。

## 二紀会関連人物
委員経験者
- 宮永岳彦（理事長）
- 佐伯米子 （理事）
- 山本貞 （理事長）
- 高井貞二 （委員）
- 藤島茂 (彫刻家)（委員）
- 松村外次郎  - 彫刻家（副理事長）
- 菅沼五郎  - 彫刻家（副理事長）
- 三輪勇之助 （理事）
- 中西勝 - 第三回二期賞受賞。後に名誉会員。（理事）
- 遠藤彰子（理事）
- 河崎良行（評議員）
- 難波平人（鑑事）
- 藪野健（副理事長）
- 山本文彦（常任理事）

出品経験者
- 佐野繁次郎
- 安野光雅
- 鴨居玲（同人）
- 長谷眞次郎
- 上前智祐
- 中出那智子（同人）
- 橋本徹郎（会員）
- 片岡誓（同人）
- 熊本高工（同人）
- 澄川久
- 久保田成子 - 現代美術
- 木俣和子 - 彫刻
- 榎忠 - 現代美術
- 伊藤公象 - 現代美術
- 狩野裕子
- 渡辺香奈 （準会員）